# مرصد فيرا روبين
مرصد فيرا ك. روبين (بالإنجليزية: Vera C. Rubin Observatory)، عُرف سابقًا باسم مقراب المسح الشامل الكبير (بالإنجليزية: Large Synoptic Survey Telescope)، هو مقراب مسح عاكس واسع النطاق، يحتوي على مرآة رئيسة بقطر 8,4 متر، وهو الآن تحت التشيد، وسيقوم بالتقاط صور للسماء في نصف السماء الجنوبي كل بضع ليال. يستخدم المقراب 3 مرايا ذات تصميم جديد كلياً حيث ستعطي صوراً حادة بمجال رؤية واسع للغاية بقطر 3.5 درجات، حيث ستوصل بكاميرا ذات 3.2 غيغابكسل، حيث ستكون أكبر كاميرا رقمية عند اكتمال تشييدها.
سيقع المقراب في قمة إل بينون، سيرو باشون. وهو جبل يبلغ ارتفاعه 2,682 متر يقع في إقليم كوكيمبو، في شمال تشيلي، وهو بجانب مرصد جيميني و مقاريب الفيزياء الفلكية الجنوبية البحثية.
بدأ بالمشروع رسمياً في 1 أغسطس 2014 عندما وافقت مؤسسة العلوم الوطنية الأمريكية على تمويل بناءه بميزانية تبلغ 27.5$ مليون دولار. جرى الاحتفال بوضع أول حجر في 14 أبريل 2015م. وبدأ تشييد الموقع في 14 أبريل 2015، وستبدأ عمليات التشغيل الكاملة في يناير 2022م.
مرصد «فيرا سي. روبين»  الذي كان يُعرف سابقًا باسم «مقراب المسح الشامل الكبير» (إل إس إس تي)، هو مرصد فلكي قيد الإنشاء حاليًا في تشيلي. ستكون مهمته الرئيسية إجراء مسح فلكي، «المسح الإرثي للمكان والزمان» (إل إس إس تي). يحتوي مرصد روبين على مقراب عاكس واسع المجال ذو مرآة أساسية بقطر 8.4 متر لتصوير السماء المتاحة بالكامل كل بضع ليال. synoptic (شامل) هي كلمة مُشتقة من الكلمتين اليونانيتين σύν (syn «معًا») و ὄψις(opsis «مشهد»)، وتصف الرصد التي يوفر نظرةً واسةً لجسمٍ ما في وقت معين. سُمي المرصد نسبةً لـ «فيرا روبين»، عالمة الفلك الأمريكية الرائدة في الاكتشافات المتعلقة بمعدلات دوران المجرات.
يستخدم المقراب تصميمًا جديدًا يشمل 3 مرايا، وهو شكل من أشكال المقاريب اللانقطية ثلاثية المرايا، الذي يسمح للمقاريب المدمجة بالتقاط صور حادة عبر مجال رؤية واسع جدًا بقطر 3.5 درجة. ستُلتقط الصور بكاميرا تصوير بدقة 3.2 جيجا بكسل مزودة بجهاز اقتران الشحنة، وهي أكبر كاميرا رقمية صُنعت على الإطلاق. يقع المقراب على قمة «إل بانيون» على جبل «سيرو باتشون»، وهو جبل يبلغ ارتفاعه 2682 مترًا في منطقة «كوكيمبو» في شمال تشيلي، بالقرب من مقراب جيميني ومقراب البحوث الفيزياء الفلكية الجنوبي. يقع مرفق قاعدة إل إس إس تي على بعد نحو 100 كيلومتر (62 ميل)، في مدينة «لا سيرينا».
اقتُرح بناء مقراب المسح الشامل الكبير في عام 2001، وبدأ بناء المرآة (بتمويل خاص) في عام 2007. ثم أصبح مقراب المسح الشامل الكبير المشروع الأرضي الأعلى تصنيفًا في المسح العقدي للفيزياء الفلكية عام 2010، بدأ المشروع رسميًا في 1 أغسطس 2014 عندما وافقت مؤسسة العلوم الوطنية (إس إس إف) على تخصيص جزءٍ من ميزانيتها (27.5 مليون دولار) للسنة المالية 2014 لتمويل عملية البناء. أقيم حفل وضع حجر الأساس في 14 أبريل 2015. بدأ البناء في 14 أبريل 2015، وبدء عملية التشغيل الكامل في يناير 2022 لإجراء مسحٍ لمدة عشر سنوات. ستصبح بيانات مقراب المسح الشامل الكبير مُتاحةً للعامة بالكامل بعد عامين.

## نظرة تاريخية
مقراب المسح الشامل الكبير هو نتاج تقليد طويل الأمد من عمليات مسح السماء. بدأت هذه العمليات على صورة فهارس مُجمعة بصريًا في القرن الثامن عشر، مثل فهرس «مسييه». استُبدلت تلك الفهارس بمسوحات ضوئية، بدايةً مع مجموعة ألواح جامعة «هارفرد»، ومسح السماء باستخدام مرصد «بالومار» بتمويلٍ من الجمعية الجغرافية الوطنية، وغيرها. بحلول عام 2000 تقريبًا، بدأت أول المسوحات الرقمية، مثل مسح «سلووان» الرقمي للسماء (إس دي إس إس)، في استبدال اللوحات الضوئية للمسوحات السابقة.

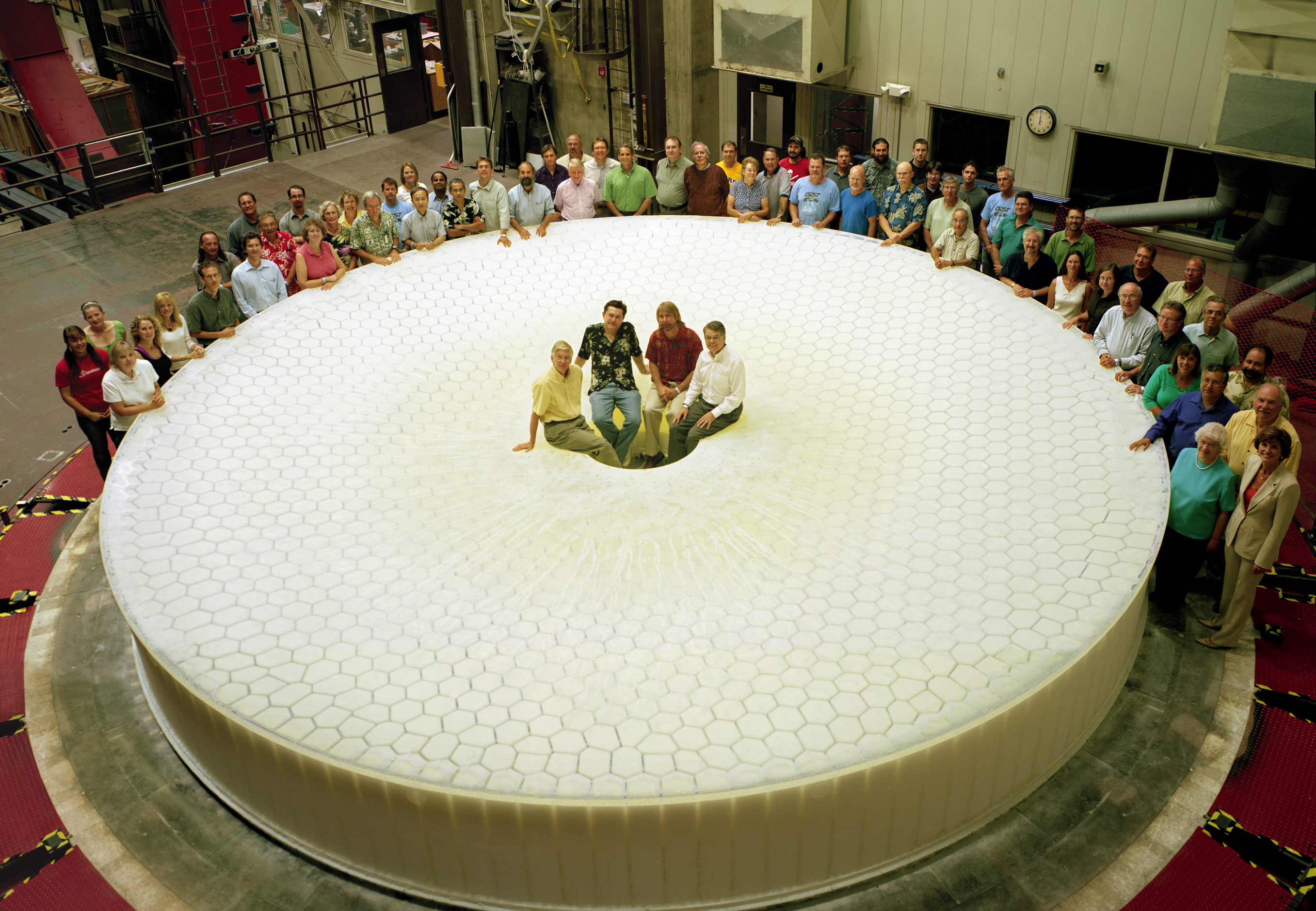
المرآة الرئيسة قطر 4و8 بعد نجاح صبها في أغسطس 2008.

تطور مقراب المسح الشامل الكبير من المفهوم السابق لمقراب المادة المظلمة، الذي تعود فكرته إلى عام 1996. صدر التقرير العقدي الخامس، علم الفلك والفيزياء الفلكية في الألفية الجديدة، في عام 2001، وأوصى ببناء «مقراب المسح الشامل ذو الفتحة الكبيرة» كمبادرة رئيسية. حتى في تلك المرحلة المبكرة، حُدد التصميم والأهداف الأساسية:
مقراب المسح الشامل ذي الفتحة الكبيرة (إل إس إس تي) هو مقراب بصري من فئة مرآة قطرها أكبر من 6.5 متر مُصمم لمسح السماء المرئية كل أسبوع لرصد أجسام أكثر خفوتًا بكثير مما حققته المسوحات الحالية. سيصنف 90% من الأجسام القريبة من الأرض التي يزيد عرضها عن 300 متر ليقيم الأخطار الذي تشكلها على الحياة على الأرض. سيرصد نحو 10,000 جُرم بدائي في حزام «كايبر»، الذي يحتوي على سجل أثري لتاريخ تشكل النظام الشمسي. سيساهم أيضًا في دراسة بنية الكون من خلال رصد آلاف المستعرات العظمى، ذات الانزياح الأحمر القليل والكبير، ومن خلال قياس توزيع المادة المظلمة باستخدام تأثير عدسة الجاذبية. ستكون جميع البيانات متاحة عبر المرصد الافتراضي الوطني، ما سيتيح للفلكيين والعامة الاطلاع على صور عميقة جدًا لسماء الليل المتقلبة.

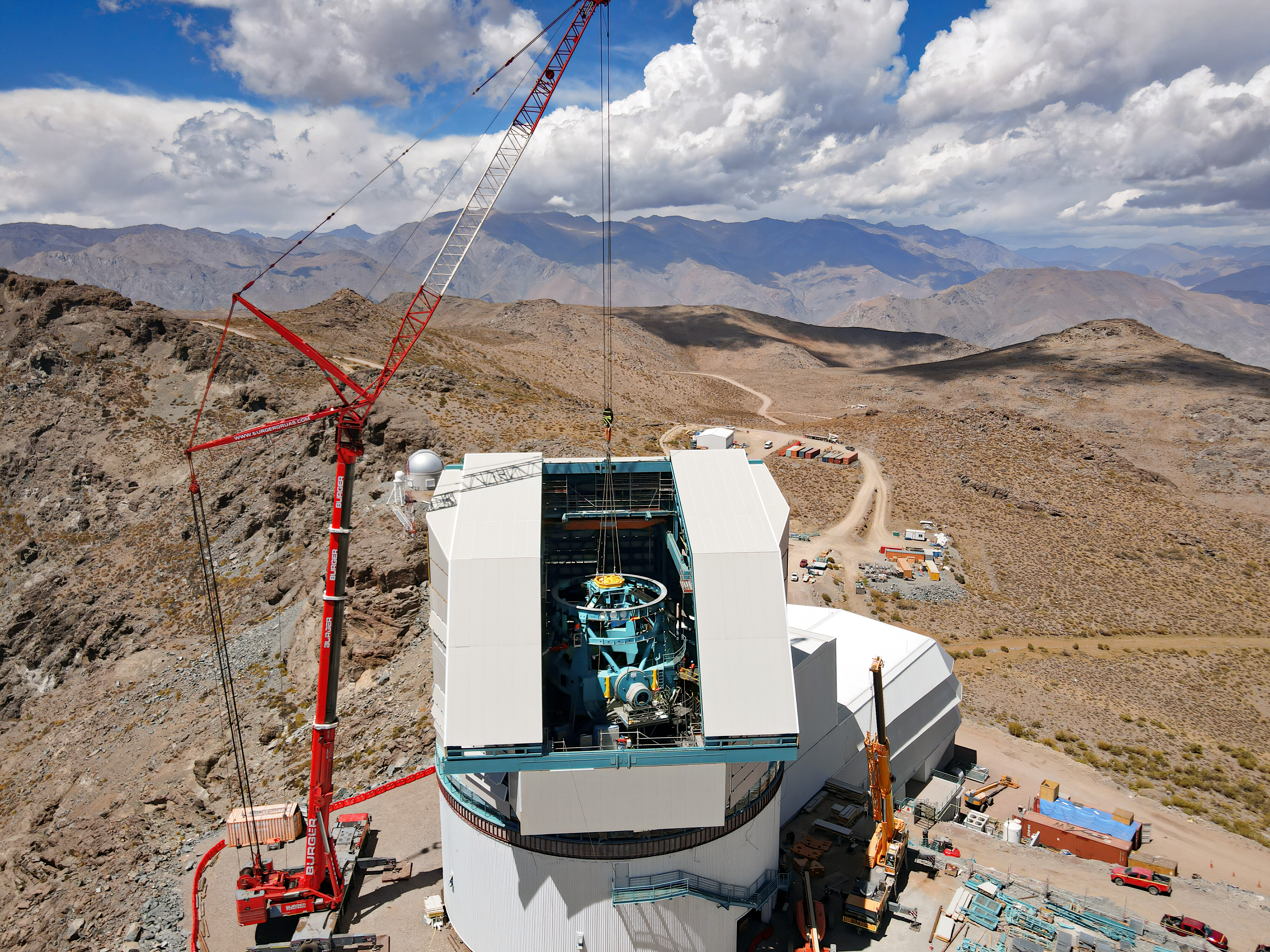
أثناء تركيب المقراب من أعلى برافعة قدرتها 500 طن في مارس 2021.

مول الملياردير المبرمج «تشارلز» وزوجته «ليزا سيموني» و«بيل جيتس» عملية التطوير المبكر للمرصد بعدد من المنح الصغيرة، بالإضافة لمساهمات كبيرة في يناير 2008 بقيمة 20 و10 ملايين دولار على التوالي. شمل التمويل 7.5 مليون دولار في طلب ميزانية مؤسسة العلوم الوطنية في السنة المالية 2013 من قِبل رئيس الولايات المتحدة. تمول وزارة الطاقة بناء مكونات الكاميرا الرقمية من قبل مختبر المُسارع الوطني «سلاك»، جزءًا من مهمتها لفهم الطاقة المظلمة.
في المسح العقدي لعام 2010، صُنف مقراب المسح الشامل الكبير على أنه أهم مشروعٍ أرضي في ذلك الوقت.

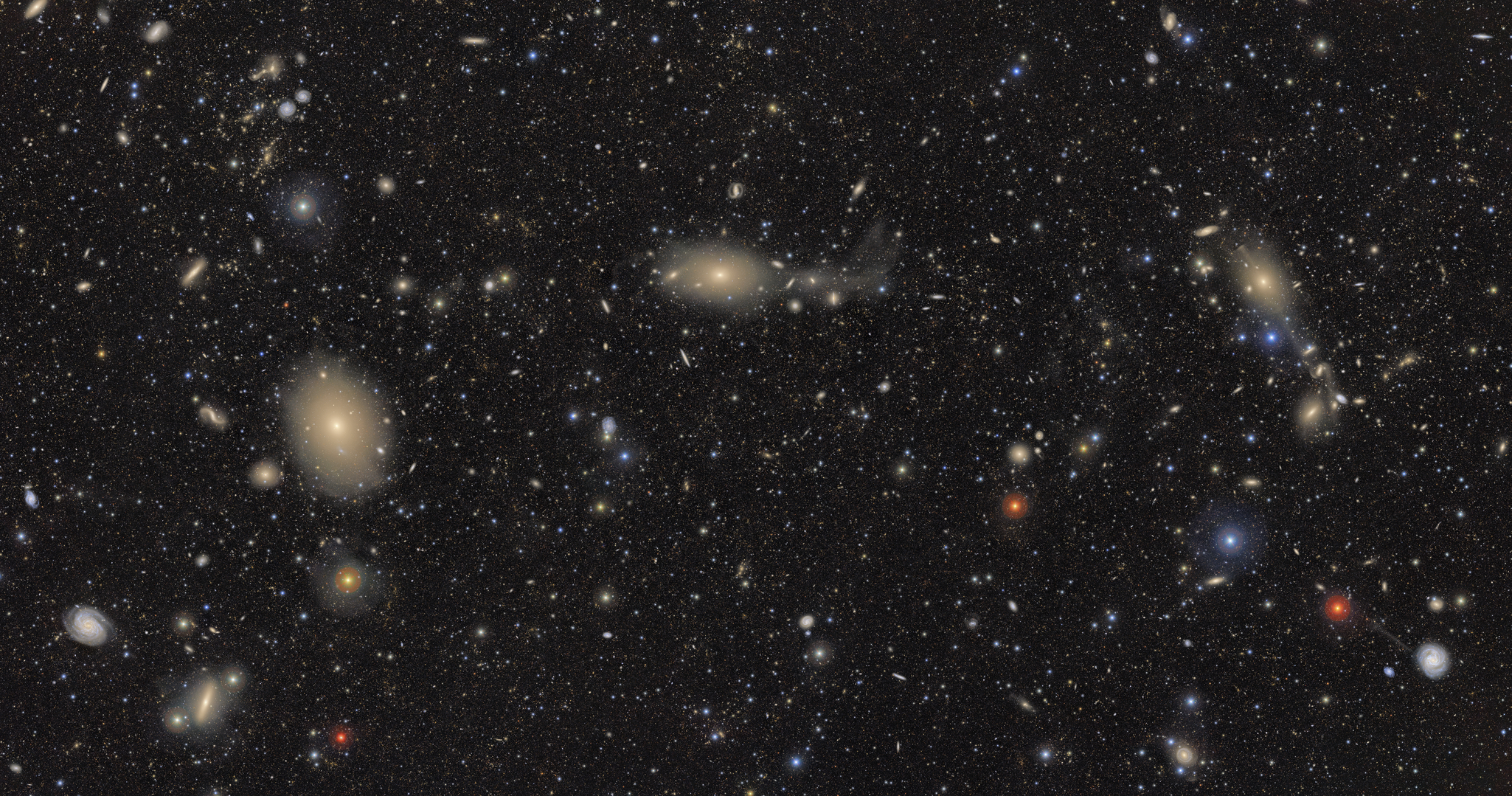
صورة عنقود مجرات العذراء العظيم صوره مقراب فيرا سي. روبين.

شُرع تمويل إس إس إف لإكمال البناء اعتبارًا من 1 أغسطس 2014. تُمول الكاميرا وزارةُ الطاقة تمويلًا منفصلًا. فيما يلي أسماء المنظمات المشرفة على المشروع:
- مختبر المُسارع الوطني سلاك لتصميم وبناء كاميرا مقراب المسح الشامل الكبير.
- المرصد الوطني لعلم الفلك البصري لتوفير المقراب والفريق المشرف على الموقع.
- المركز الوطني لتطبيقات الحوسبة الفائقة لبناء واختبار مركز الاطلاع على الأرشيف والبيانات.
- رابطة الجامعات لأبحاث علم الفلك هي المسؤولة عن الإشراف على بناء إل إس إس تي.

اعتبارًا من نوفمبر 2016، مثّل بناء الكاميرا ودمجها واختبارها المسار الحرج للمشروع.

صور سديم تريفيد ولاجون بمرصد روبين

في مايو 2018، خصص الكونجرس فجأة تمويلًا أكثر بكثير مما تطلب المقراب، على أمل تسريع البناء والتشغيل. عبر مديرو المقراب عن شكرهم لكنهم لم يكونوا متأكدين من أن ذلك سيساعد، إذ لم يُعانوا من نقص بالتمويل في المرحلة المتأخرة من بناء المرصد.
اكتُشفت أول فوتونات حللها الجهاز بالكامل في 15 أبريل 2025، حيث ظهرت على شكل حلقات قبل أن يُعدل الجهاز لتركيزها كنقط. أُصدرت صور من الضوء الأول للمقراب الكامل ومجموعة الكاميرا في 23 يونيو 2025.

## التسمية
في يونيو 2019، اقترح «إدي برنيس جونسون» و«جينيفر غونزاليز كولون» تغير اسم مقراب المسح الشامل الكبير (إل إس إس تي) ليصبح مرصد فيرا سي. أعيدت التسمية رسميًا في 20 ديسمبر 2019. أعلِن عن إعادة التسمية الرسمية في الاجتماع الشتوي للجمعية الفلكية الأمريكية عام 2020. سُمي المرصد نسبةً لفيرا سي. روبين تكريمًا لمساهماتها هي وزملائها في استكشاف طبيعة المادة المظلمة من خلال رسم خرائط وتصنيف مليارات المجرات عبر المكان والزمان.
أما بالنسبة للمقراب نفسه، فسُيسمى مقراب مسح سيموني، لتكريم المتبرعين «تشارلز» و«ليزا سيموني».

## نظرة عامة
يتمتع مقراب مرصد روبين بتصميم فريد من نوعه بين المقاريب الكبيرة الأخرى (إذ يحتوي على مرايا أساسية من فئة 8 أمتار) يتيح له مجال رؤية واسعًا جدًا: بقطر 3.5 درجة، أو 9.6 درجة مربعة. للمقارنة، يغطي كل من الشمس والقمر، عند رصدهما من الأرض، 0.5 درجة أو 0.2 درجة مربعة من السماء. إلى جانب فتحة عدستة الكبيرة (والقدرة الأكبر على التقاط الضوء)، سيمتاز المقراب بنطاق تغطيةٍ كبير مذهل يبلغ 319 متر مربع درجة مربعة. هذا أفضل بثلاث مرات من أفضل المقاريب الموجودة حاليًا، مقراب «سوبارو» بكاميرا «هايبر سوبريم» الخاصة به، ومقراب «بان ستارز»، وأفضل بأكثر من عشر مرات من معظم المقاريب الكبيرة.

## الوضع عام 2025
اكتُشفت أول فوتونات حللها الجهاز بالكامل في 15 أبريل 2025، حيث ظهرت على شكل حلقات قبل أن يُعدل الجهاز لتركيزها كنقط.  أصدرت صور من الضوء الأول للمقراب الكامل ومجموعة الكاميرا في 23 يونيو 2025. كانت أولى الصور التشويقية عبارة عن صورة مركبة لسديمي تريفيد و لاغون، بالإضافة إلى مقتطفات من منظر واسع النطاق للعديد من المجرات في عنقود العذراء العظيم . التُقطت صورة عنقود العذراء العظيم في أوائل مايو على مدار أربع ليالٍ. أظهرت الصور المبكرة أكثر من 2000 كويكب جديد. أُقيمت حفلات مشاهدة لإطلاق الجهاز في ست قارات، حيث شارك أشخاص من 28 دولة في تشغيله.